# Vallefoglia
Vallefoglia é uma comuna italiana da região dos Marche, Província de Pesaro e Urbino, com cerca de 15.068 habitantes. Estende-se por uma área de 39,3 km², tendo uma densidade populacional de 383,41 hab/km². Faz fronteira com Montecalvo in Foglia, Montegridolfo (RN), Montelabbate, Petriano, Pesaro, Tavullia e Urbino.